# Fight Back to School 3
Série
Fight Back to School 2
(1992)
Pour plus de détails, voir Fiche technique et Distribution.
Fight Back to School 3 (逃學威龍３, Tao xue wei long 3) est une comédie d'action hongkongaise écrite et réalisée par Wong Jing et sortie en 1993 à Hong Kong.
C'est la suite de Fight Back to School (1991) et Fight Back to School 2 (1992).

## Synopsis
Star Chow reprend du service pour enquêter cette fois sur des meurtres suspects dans lesquels Judy serait mêlée...

## Fiche technique
- Titre : Fight Back to School 3
- Titre original : Tao xue wei long zhi long guo ji nian (逃學威龍３)
- Réalisation : Wong Jing
- Scénario : Wong Jing
- Production : Stephen Shiu
- Musique : Lowell Lo
- Photographie : Gigo Lee
- Montage : Poon Hung-Yiu
- Pays d'origine : Hong Kong
- Format : Couleurs - 1,85:1 - Stéréo - 35 mm
- Genre : Comédie
- Durée : 89 minutes
- Date de sortie :
  - Hong Kong : 14 janvier 1993

## Distribution
- Stephen Chow : Star Chow
- Anita Mui : Judy Tong
- Anthony Wong : Tailor Lam
- Philip Chan : Officier Chan
- Leung Ka-Yan : Officier Lai
- Man Cheung : Man
- Kathy Chow : Man Ching
- Chan Pak-cheung : Le cousin de Man
- John Ching : Le démon du jeu
- Paul Chu : Mr Hung, le roi des joueurs